# قزاق‌خان تکلو
قزاق‌خان تکلو (درگذشته در ۱۵۶۵ میلادی برابر با (۹۴۳ خورشیدی)) از سران و امرای قزلباش طایفه تکلو در عصر شاه اسماعیل اول و شاه طهماسب بود. وی هنگامی که حاکم هرات بود للگی محمد میرزا را بر عهده داشت. وی فرزند محمدخان شرف‌الدین اوغلی بود و بعد از پدرش به دستور شاه طهماسب
حاکم خراسان به مرکزیت هرات شد. در سال ۱۵۶۵ میلادی (۹۴۳ خورشیدی) شاه طهماسب به قزاق‌خان تکلو بدگمان شد زیرا وی احکام شاهی را به درستی اطاعت نمی‌کرد. به فرمان شاه سردارانی به دفع قزاق‌خان تکلو رفتند و نهایتاً وی را کشتند.